# Кондырино
Конды́рино — деревня в Клинском районе Московской области, в составе Воронинского сельского поселения. Население — 1 чел. (2010). До 2006 года Кондырино входило в состав Слободского сельского округа
Деревня расположена в северной части района, примерно в 21 км к северо-востоку от райцентра Клин, на безымянном ручье, левом притоке реки Берёзовка, высота центра над уровнем моря 136 м. Ближайшие населённые пункты — Подтеребово на северо-западе, Крупенино на западе и Непейцино на юге.

## Население
| 2002 | 2006 | 2010 |
| ---- | ---- | ---- |
| 2    | →2   | ↘1   |